# (5148) Giordano
(5148) Giordano ist ein Asteroid des Hauptgürtels, der am 17. Oktober 1960 von dem niederländischen Astronomenehepaar Cornelis Johannes van Houten und Ingrid van Houten-Groeneveld entdeckt wurde. Die Entdeckung geschah im Rahmen des Palomar-Leiden-Surveys, bei dem von Tom Gehrels mit dem 120-cm-Oschin-Schmidt-Teleskop des Palomar-Observatoriums aufgenommene Feldplatten an der Universität Leiden durchmustert wurden.
Der Asteroid wurde nach dem italienischen Priester, Dichter, Philosophen und Astronomen Giordano Bruno (1548–1600) benannt.